# Sancia di Castiglia
Sancia di Castiglia és una òpera seria italiana en dos actes amb música de Gaetano Donizetti sobre un llibret de Pietro Salatino, estrenada al Teatro San Carlo de Nàpols el 4 de novembre de 1832, sota la direcció musical de Nicola Festa.

## Context
Després dels èxits de les òperes Fausta (gener) i L'elisir d'amore (maig), totes dues estrenades al llarg de 1832 al Teatro San Carlo de Nàpols, aquest teatre va encarregar a Donizetti una altra òpera per a ser estrenada cap al mes d'octubre. S'esperava una altra obra de caràcter romà, com Fausta, però en comptes el compositor va tornar a escollir, per sisena vegada, un entorn espanyol per a una obra seva. En aquest cas el llibret el va escriure un jove Pietro Salatino, el mateix qui temps després escriuria el llibret de l'òpera Buondelmonte per a Donizetti.
Donizetti va escriure l'obra tenim present la soprano Giuseppina Ronzi de Begnis, qui ja havia estrenat una òpera del compositor, Fausta, i que era capaç d'interpretar tots els estats d'ànim que requereix el personatge de Sança.

## Personatges
| Paper               | Tipus de veu | Estrena, 4 de novembre de 1832 (Director: Nicola Festa) |
| ------------------- | ------------ | ------------------------------------------------------- |
| Sancia              | soprano      | Giuseppina Ronzi de Begnis                              |
| Garzia, el seu fill | mezzosoprano | Diomilla Santolini                                      |
| Ircano              | baix         | Luigi Lablache                                          |
| Rodrigo             | tenor        | Giovanni Basadonna                                      |
| Elvira              | soprano      | Edvige Ricci                                            |

## Argument
Lloc: Castilla, Espanya
Època: Edat mitjana
El marit de la reina Sança de Castilla ha mort a una batalla, i ella creu que també ha mort el seu fill Garcia. Sança planeja casar-se amb Ircano, un príncep Sarraí, contra el consell del seu ministre Rodrigo. Quan Garcia reapareix per reclamar el tron, havent-hi sobreviscut a un intent d'assassinat instigat per Ircano, aquest diu a Sança que es casarà amb ella només si ella enverina el seu fill. Quan Garcia és a punt de beure un glop del verí, Sança li arrabassa i se'l beu. Sança mort sentint les paraules de perdó del seu fill.

## Enregistraments
| Any  | Repartiment (Sança, Ircano, Rodrigo, Garcia)                              | Director, teatre i Orquestra | Segell                                |
| ---- | ------------------------------------------------------------------------- | --- | ------------------------------------- |
| 1984 | Antonella Bandelli, Franco De Grandis, Giuseppe Costanzo, Adriana Cicogna | Roberto Abbado Orquestra i Cor de la RAI de Milà | Black Disc - Voce 103 (2LPS)          |
| 1992 | Montserrat Caballé, Boris Martinovich, José Sempere                       | José M. Collado, Cor del Teatre Líric Nacional Orquesta Sinfónica de Madrid (enregistrament d'una actuació de concert al Teatro de la Zarzuela, Madrid, 9 de febrer) | CD d'àudi: House of Opera Cat: CD 192 |